# Dvinia prima
Dvinia prima è un tetrapode estinto, appartenente ai terapsidi. Visse nel Permiano superiore (circa 257 - 252 milioni di anni fa) e i suoi resti fossili sono stati ritrovati in Russia.

## Descrizione
Questo animale era piuttosto piccolo, e non doveva superare i 50 centimetri di lunghezza. Il cranio era lungo circa 12 centimetri, e possedeva una grande regione postorbitale, occupata in gran parte da un'ampia apertura temporale (tipica dei terapsidi evoluti), separata dall'orbita solo mediante una sottile barra ossea. L'apertura temporale era sede di grandi muscoli masticatori. I denti comprendevano piccoli incisivi, seguiti da due grandi canini e 10-14 denti postcanini. I premolari erano sottili e semplici, mentre i molari superiori erano dotat di una grande cuspide centrale con cuspidi accessorie attorno al margine su un cingulum; i molari inferiori, invece, erano espansi trasversalmente, con una cuspide bassa e molte cuspidi labiali accessorie. È possibile che Dvinia fosse ricoperto di pelo, e che il suo muso fosse dotato di vibrisse.

## Classificazione
Dvinia è stato descritto per la prima volta nel 1922 da Amalitskii, sulla base di fossili ritrovati nella regione di Arcangelo, lungo il fiume Dvina, in Russia. Dvinia doveva essere uno dei più antichi fra i cinodonti, un gruppo di terapsidi evoluti che diedero origine ai mammiferi; in senso cladistico, i cinodonti comprendono anche i mammiferi veri e propri. Animali affini a Dvinia erano Procynosuchus, Parathrinaxodon e Nanocynodon. Nel 1932 venne descritto un altro animale simile, sempre del Permiano superiore russo, Permocynodon sushkini, che poi venne considerato identico a Dvinia prima.